# Į̄̂
Į̄̂ (minuscule : į̄̂), appelé I macron accent circonflexe ogonek, est une lettre latine utilisée dans l’écriture du kaska.
Il s’agit de la lettre I diacritée d’un macron, d’un accent circonflexe et d’un ogonek.

## Représentations informatiques
Le I macron accent circonflexe ogonek peut être représenté avec les caractères Unicode suivants : 
- composé et normalisé NFC (latin étendu A, diacritiques) :

| formes    | représentations | chaînes de caractères | points de code       | descriptions                                                                       |
| --------- | --------------- | --------------------- | -------------------- | ---------------------------------------------------------------------------------- |
| capitale  | Į̄̂               | Į◌̄◌̂                   | U+012E U+0304 U+0302 | lettre majuscule latine i ogonek diacritique macron diacritique accent circonflexe |
| minuscule | į̄̂               | į◌̄◌̂                   | U+012F U+0304 U+0302 | lettre minuscule latine i ogonek diacritique macron diacritique accent circonflexe |

- décomposé et normalisé NFD (latin de base, diacritiques) :

| formes    | représentations | chaînes de caractères | points de code              | descriptions                                                                                   |
| --------- | --------------- | --------------------- | --------------------------- | ---------------------------------------------------------------------------------------------- |
| capitale  | Į̄̂               | I◌̨◌̄◌̂                  | U+0049 U+0328 U+0304 U+0302 | lettre majuscule latine i diacritique ogonek diacritique macron diacritique accent circonflexe |
| minuscule | į̄̂               | i◌̨◌̄◌̂                  | U+0069 U+0328 U+0304 U+0302 | lettre minuscule latine i diacritique ogonek diacritique macron diacritique accent circonflexe |